# Censura nelle società islamiche

Paesi membri dell'Organizzazione della cooperazione islamica (OIC) evidenziati in verde. L'OIC ha esercitato pressioni a livello internazionale per un divieto globale di critica a Maometto.

Ci sono molti casi di censura nelle società islamiche, documentati nel corso della storia, fino all'età moderna; infatti gli insegnamenti dell'Islam sono spesso stati utilizzati come mezzo di condanna verso opinioni e scritti. Un esempio è la fatwā (giudizio religioso) contro il romanzo I versi satanici, la quale ordina che l'autore sia giustiziato per blasfemia. Le raffigurazioni di Maometto hanno provocato notevoli controversie e censure. Alcune società islamiche hanno polizie religiose, che impongono l'applicazione della Sharia nel sistema giudiziario.
Nei paesi non islamici, l'Islam è stato spesso indicato come motivo di autocensura. A volte questa autocensura è dovuta a minacce di violenza. Nel 2012, i leader degli stati membri della più grande organizzazione islamica del mondo, nota come Organizzazione della cooperazione islamica (OIC), hanno chiesto un divieto categorico di tutto ciò che potrebbe essere considerato denigratorio nei confronti del profeta Maometto.

## Richieste di un divieto globale di critica a Maometto
L'Organizzazione della cooperazione islamica (OIC), la maggiore organizzazione intergovernativa al mondo, che comprende cinquantasette stati islamici, ha attivamente esercitato pressioni per un divieto globale di ciò che è percepito come blasfemia anti-islamica, soprattutto dopo la pubblicazione di Innocence of Muslims – un film che ritrae Maometto come un pazzo, un donnaiolo e un pedofilo – ha provocato proteste e manifestazioni in oltre una dozzina di paesi islamici. Le azioni dell'OIC hanno costituito un passo importante nel criminalizzare i discorsi critici nei confronti della religione.
Anche Ekmeleddin İhsanoğlu, politico turco e segretario generale dell'OIC, ha chiesto il divieto di ingiuria contro il profeta islamico. Egli ha riferito: "Se il mondo occidentale non riesce a capire la sensibilità del mondo musulmano, allora siamo nei guai", affermando inoltre che gli insulti provocatori sono "una minaccia alla pace e alla sicurezza internazionali e alla santità della vita".
Tuttavia, l'opposizione delle nazioni occidentali ha impedito l'accettazione della risoluzione. Ihsanoglu ha successivamente commentato: "Non siamo riusciti a convincerli, [...] I paesi europei non vogliono votare con noi, gli Stati Uniti non vogliono votare con noi". I paesi occidentali ritengono la pubblicazione di tali immagini e materiali come una rivendicazione della libertà di parola, mentre, secondo Ihsanoglu, l'OIC li vede come un abuso di quella libertà che i paesi occidentali dovrebbero sanzionare attraverso le proprie leggi sulla blasfemia o sui crimini d'odio.

## Misure di censura nel mondo islamico

### Afghanistan
I talebani, che hanno governato l'Afghanistan dalla metà degli anni '90, hanno instaurato la censura più severa e radicata di qualsiasi altro governo nel mondo musulmano, imponendo e applicando un divieto generale su tutti i film e i video. Dopo la caduta dei talebani nel 2002 e con l'insediamento del presidente afghano Hamid Karzai, si è anche creata l'aspettativa di uno spostamento verso politiche più laiche.
Tuttavia, Karzai ha collaborato con i membri del Consiglio islamico degli studiosi per censurare i programmi televisivi considerati peccaminosi, in particolare quelli prodotti dall'industria cinematografica indiana (molti islamisti afgani spesso si riferiscono eufemisticamente agli indù in tale settore come "adoratori di idoli scolpiti"). Una delle soap opera televisive più popolari in Afghanistan, Kyunki Saas Bhi Kabhi Bahu Thi, ha subito la minaccia di un bando totale dal paese a meno che gli episodi non fossero pesantemente modificati.
Azim Roboti, direttore della compagnia di Kabul 'Caravan Film', ha rimarcato la censura islamica:
Con il ritorno al potere dei talebani nel 2021, il governo ad interim ha sostituito il Ministero degli affari femminili con il Ministero delle virtù e del vizio, che è responsabile del pattugliamento della città e dell'applicazione della Sharia. I talebani hanno imposto il divieto sulla musica e alle donne di parlare in TV e in radio. Hanno anche vietato alle donne di praticare sport.

### Algeria
Durante la guerra civile algerina negli anni '90, almeno 60 giornalisti furono uccisi dagli islamisti.

### Arabia Saudita
Il Regno dell'Arabia Saudita, secondo le parole dell'International Business Times, "ha fatto ricorso a misure drastiche per limitare la libera comunicazione all'interno dei propri confini". L'amministrazione ha bloccato centinaia di migliaia di siti web ritenuti immorali. La censura è diventata più stringente da quando sono cominciate le proteste della Primavera araba, all'inizio del 2011.
I cinema pubblici sono diventati illegali nel 1983, dato che erano ritenuti "un'influenza corruttrice" dai religiosi conservatori, sostenendo che sia i film in lingua occidentale che quelli in lingua araba erano "contrari agli insegnamenti dell'Islam". Nel dicembre 2017, il governo saudita ha annunciato la sua decisione di porre fine al divieto, durato ben 35 anni, ai cinema pubblici. Tuttavia, i contenuti dei film sono ancora censurati; ad esempio è stata rimossa una rappresentazione di baci dal primo film proiettato in pubblico.

### Bangladesh
Diversi libri della scrittrice bengalese Taslima Nasreen sono stati banditi in Bangladesh, incluso il suo romanzo Lajja. Alcuni gruppi islamisti militanti hanno annunciato una taglia sulla testa di Nasreen e nell'ottobre 2002 un tribunale ha condannato Nasreen in contumacia a un anno di carcere per le sue "osservazioni dispregiative sull'Islam".

### Egitto

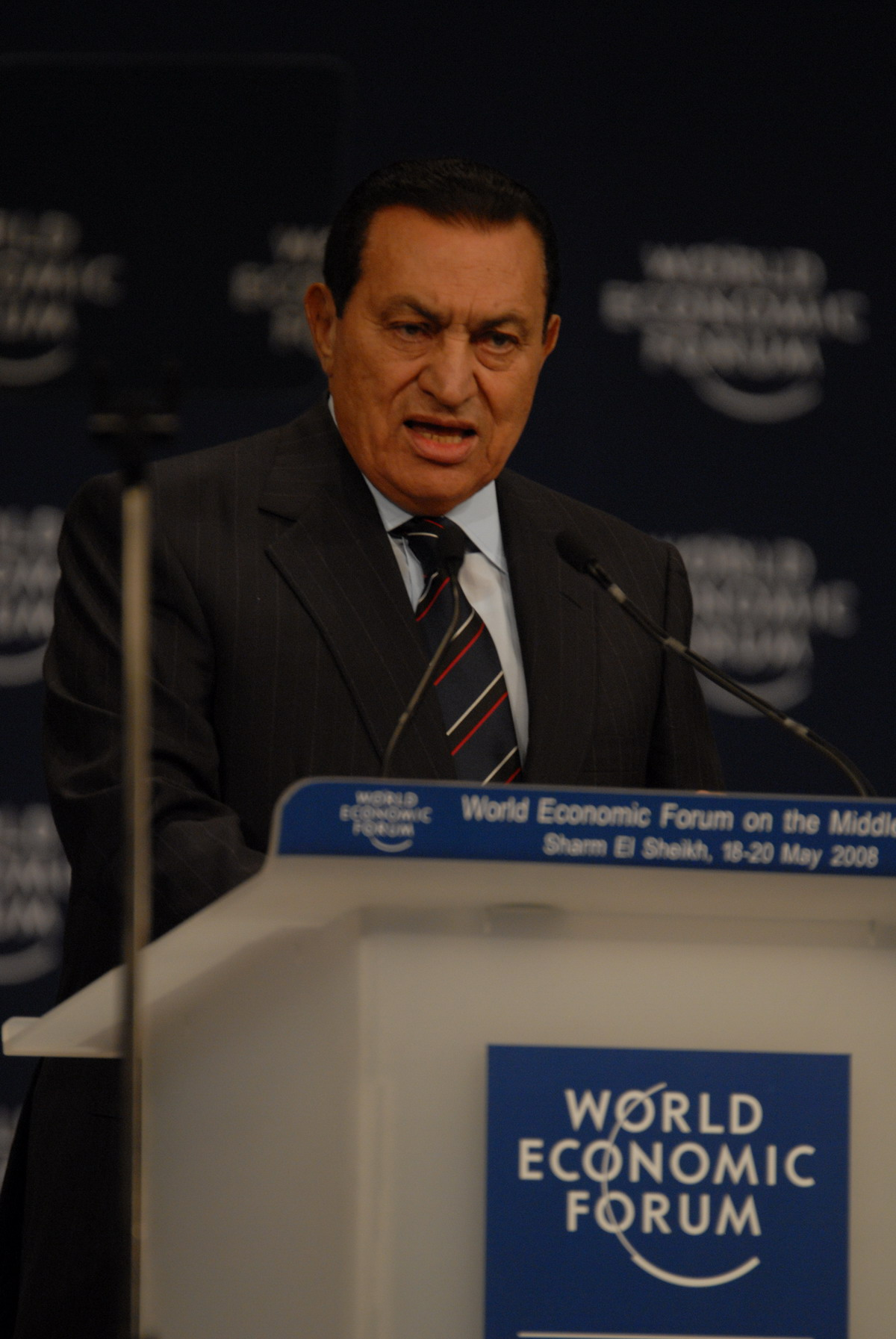
Hosni Mubarak ha implementato la censura islamica come parte della sua sensibilizzazione agli islamisti anti-regime negli anni '80.

Il governo dell'Egitto, durante l'era moderna, ha utilizzato un codice legale fondamentalmente laico, risalente a decenni fa. Tuttavia nel 1985, il leader egiziano Hosni Mubarak e l'Assemblea nazionale hanno rivisto il codice per cercare di spostare l'attenzione dagli attivisti islamici anti-regime, come i Fratelli Musulmani. La sistematica censura islamica sui media nazionali è iniziata contemporaneamente all'imposizione dell'educazione religiosa nelle scuole statali.
Il Ministero della Cultura ha abitualmente collaborato con l'Islamic Research Council, con sede all'Università di Al-Azhar, per attuare una censura islamista nell'industria cinematografica egiziana. Ad esempio, Yusuf Shahin, uno dei registi egiziani più famosi della storia, ha visto la messa al bando del suo film di successo del 1994, L'emigrante, in quanto il Consiglio si è opposto alla rappresentazione della figura religiosa di Giuseppe. Shahin ha citato in giudizio il Consiglio e ha vinto, assicurandosi ulteriori proiezioni del suo film e smascherando la natura profondamente incoerente della censura egiziana.
I film egiziani, risalenti al cinema classico, spesso contengono varie rappresentazioni di affetto fisico come baci e abbracci; tali film vengono trasmessi frequentemente sulla tv di stato egiziana. All'indomani della caduta del governo di Mubarak, durante la Primavera araba, alcuni islamisti conservatori nel parlamento egiziano hanno lavorato per un disegno di legge che vieti tali manifestazioni. In seguito all'aumento della censura, molti egiziani hanno espresso preoccupazione, ritenendo ciò un danno alle industrie cinematografiche.
Sebbene l'esistenza di restrizioni, sia laiche che islamiche, l'uso diffuso di Internet e la distribuzione fisica di DVD hanno ampiamente permesso l'accesso a una vasta varietà di arti e media. Tali misure, infatti, non hanno impedito al Cairo di essere considerato il più grande centro artistico del Medio Oriente.
Un gruppo di vari artisti egiziani ha formato il "Fronte della creatività egiziana", per opporsi alla censura islamica, usando lo slogan "Viva l'arte libera". In difesa, il governo ha utilizzato l'articolo 44 della nuova Costituzione egiziana come giustificazione delle sue misure, ribadendo che "sono vietati l'insulto o l'abuso di tutti i messaggeri e profeti religiosi".

### Iran

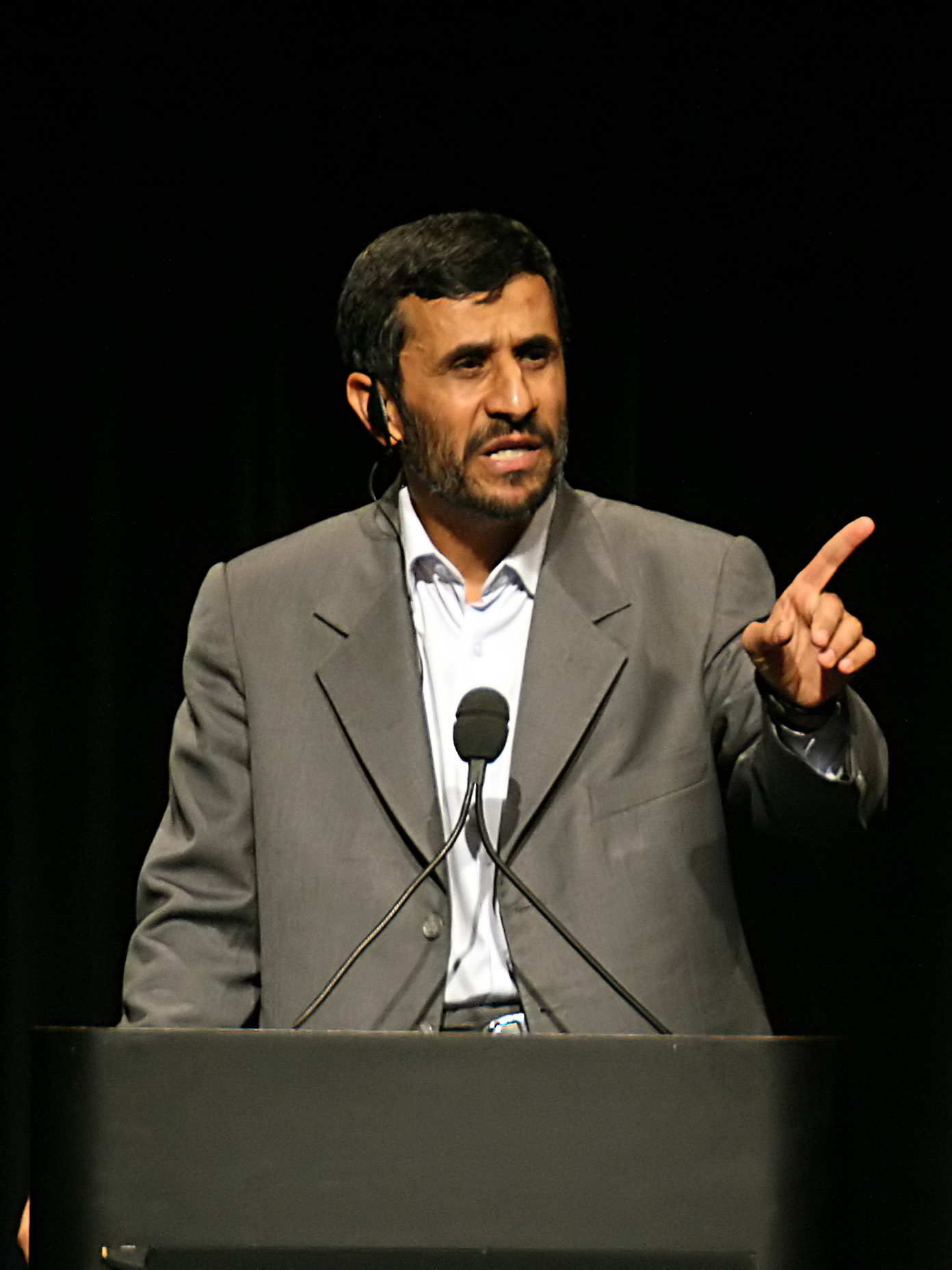
Mahmoud Ahmadinejad ha rafforzato la censura islamica sui media della sua nazione dopo la sua elezione.

Il governo dello Scià non applicò mai la censura. Ai tempi era solito vedere numerosi film commerciali con temi sessuali espliciti e persino nudità. Il regime si occupava in gran parte di promuovere il senso di legittimità, assicurandosi che i film lo rappresentassero sempre in una luce positiva. Nel 1934, lo Scià intervenne personalmente in un film biografico del 1934 per accertarsi che il protagonista, il poeta Firdusi, considerasse il personaggio del sovrano come un mecenate delle arti.
Con l'instaurazione della Repubblica islamica dell'Iran, i rivoluzionari del 1979 hanno utilizzato film e altri mezzi per spostare l'opinione pubblica contro il regime dello Scià e, dopo aver preso il potere, hanno utilizzato registi come supporto ideologico. In alcune circostanze, ciò significava avere più diritti rispetto al passato monarchico, come l'uso dei dialetti minoritari da parte dei personaggi. Ciononostante, il governo islamico ha regolamentato rigorosamente i film, al fine di sopprimere ogni messaggio ritenuto ostile all'Islam, tramite l'istituzione di burocrazie religiose, come il Consiglio di ispezione delle sceneggiature e il Consiglio della critica cinematografica, in modo tale da alterare ed eliminare righe e scene specifiche contro i desideri del regista.
Tutt'oggi, il governo vieta la rappresentazione di donne che cantano o ballano. Le attrici devono sempre nascondere i capelli, anche nei momenti in cui i personaggi vengono mostrati soli nelle proprie case. La censura comprende anche le dimostrazioni di contatto fisico diretto tra membri del sesso opposto. Nonostante questa tradizione della censura, alcuni funzionari hanno attenuato l'applicazione degli standard islamici, in particolare dopo la morte di Ruhollah Khomeyni nel 1989 (che ha portato al ritiro del film Two Women di Tahmineh Milani, prima di ricevere ampi consensi pubblici).
Il governo iraniano, attraverso il Ministero della Cultura e della Guida islamica, esamina le opere scritte prima di consentirne la pubblicazione da parte degli autori. Questo processo implica l'ispezione di tre funzionari separati, il che può richiedere diversi mesi o anni prima che venga concessa l'approvazione. Tra gli autori con opere vietate vi sono Platone, Louis-Ferdinand Céline, James Joyce, Kurt Vonnegut e Paulo Coelho. L'ayatollah Ali Khamenei ha pubblicamente attaccato l'impatto dei "libri dannosi" sulla sua nazione, paragonandoli a droghe "velenose".
La censura iraniana sui libri è diventata più severa dopo l'inizio dell'amministrazione dell'allora presidente Mahmud Ahmadinejad nel 2005. Il suo governo autorizzò i librai a distribuire Memoria delle mie puttane tristi dell'autore vincitore del premio Nobel Gabriel Garcia Marquez, che fece esaurire le prime cinquemila copie in breve tempo; tuttavia invertì la rotta e vietò l'ulteriore ristampa. I musulmani conservatori contestarono la trama della storia, che descrive un solitario uomo di novant'anni in cerca di una notte di "amore selvaggio" con un'adolescente prostituta.

### Iraq
La censura per giustificazioni sia sociopolitiche che religiose era diffusa in Iraq nel XX secolo. In particolare, la Legge irachena sulla censura dei film stranieri del 1973 ha vietato la proiezione di qualsiasi prodotto inerente "alla propagazione di idee reazionarie, sciovinistiche, populiste, razziste o regionaliste, disfattiste, imperialiste e sioniste", vietando anche qualsiasi cosa che "diffama la nazione araba e i suoi obiettivi". Il governo iracheno aveva a tutti gli effetti la capacità di vietare qualsiasi film per qualsiasi motivo e senza alcun preavviso.

### Maldive
Nel novembre 2011, il blog del giornalista Ismail Khilath Rasheed è stato chiuso dall'Autorità per le comunicazioni delle Maldive (CAM) su ordine del Ministero degli Affari islamici, con la motivazione che il sito conteneva "materiale anti-islamico". Rasheed, musulmano sufi autodichiarato, aveva sostenuto una maggiore tolleranza religiosa.

### Malesia
Solo nel 2006, 56 pubblicazioni sono state bandite dal Ministero della Sicurezza Interna, inclusa la traduzione indonesiana de L'origine delle specie di Charles Darwin. Nel gennaio 2014, un'immagine di maiali è stata censurata nell'edizione malese dell'International New York Times, con le facce dei maiali oscurate.

### Pakistan
Il governo del Pakistan mantiene una severa censura sull'accesso dei suoi cittadini a Internet, tramite la sub-agenzia del Ministero delle tecnologie dell'informazione, l'Autorità per le telecomunicazioni pakistana, che monitora e filtra una varietà di siti web accusati di ospitare contenuti anti-islamici. Esempi di siti web diffidati includono Google, Yahoo, Bing, YouTube, Hotmail, MSN e Amazon. Il governo ha vietato l'accesso a Facebook a titolo definitivo per due mesi a metà del 2010, dopo che la controversa pagina "Everybody Draw Mohammed Day" ha ricevuto l'attenzione del pubblico.
Queste misure hanno in parte contribuito alle tensioni di fondo tra il governo pakistano e il governo statunitense, essendo molti dei suddetti siti di proprietà americana.

### Tunisia
Nel maggio 2012, il governo tunisino ha multato Nabil Karoui, proprietario della compagnia Nessma TV con sede a Tunisi, di circa $1 700 per aver mandato in onda il controverso film Persepolis. Il suddetto film include una scena che ritrae Allah, oltre ad altro materiale controverso. Il governo ha perciò incolpato Karoui per quello che considerava "la trasmissione di un film che disturba l'ordine pubblico e minaccia la corretta morale".

### Uzbekistan
Islam Karimov, ex presidente dell'Uzbekistan, ha implementato un certo grado di censura islamica sui media della nazione, come il divieto di pubblicizzare alcol o prodotti contenenti tabacco. Tali misure erano parte di un piano generale dell'amministrazione religiosa, che ha incluso la trasmissione di programmi religiosi sulla televisione di stato, il finanziamento federale nella costruzione di moschee, il restauro di santuari e la promozione del muftiyat per facilitare i collegamenti tra lo stato e i credenti islamici.

## Censura nei paesi non islamici

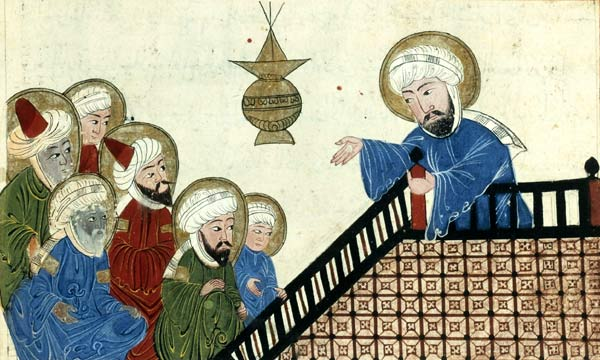
Una pagina di una copia illustrata del XV secolo di un libro di Al-Bīrūnī, raffigurante Maometto al pellegrinaggio dell'addio. Questa immagine è stata oggetto di una petizione del 2008 per rimuoverla da Wikipedia.

Esistono diversi esempi di autocensura nei paesi non islamici.

### Danimarca
Dopo che 12 vignette editoriali, la maggior parte delle quali raffiguranti il profeta islamico Maometto, sono state pubblicate sul quotidiano danese Jyllands-Posten il 30 settembre 2005, alcuni gruppi di musulmani in Danimarca hanno condannato l'atto. La questione ha portato a proteste in molti paesi del mondo, tra cui violente manifestazioni e rivolte in alcuni paesi islamici.
Secondo il New York Times, molte delle manifestazioni alla fine sono sfociate in violenza, provocando "almeno 200 morti" a livello globale. Sono anche state sporte diverse minacce di morte e taglie per l'uccisione dei vignettisti, i quali hanno fatto perdere le loro tracce.

### Paesi Bassi
Il regista olandese Theo Van Gogh ha ricevuto minacce di morte per aver girato un film sul trattamento riservato alle donne musulmane, intitolato Submission, per poi essere assassinato nel 2004 da un radicale islamico in cerca di vendetta. Fu anche trovata una lettera appuntata al corpo di Van Gogh con un coltello, contenente minacce di morte verso Ayaan Hirsi Ali, la quale ha fornito la sceneggiatura e la voce fuori campo per il film.

### Stati Uniti
I creatori della serie televisiva South Park sono stati oggetto di polemiche per aver fatto satira su questioni relative alla rappresentazione del profeta islamico. Il sito web dell'organizzazione Revolution Muslim, un'organizzazione musulmana radicale con sede a New York, ha pubblicato un articolo che includeva un avvertimento ai creatori Parker e Stone, con minacce di ritorsioni per le loro raffigurazioni di Maometto. L'articolo diceva anche che "probabilmente finiranno come Theo Van Gogh per aver mandato in onda questo programma". Ciò ha indotto la rete Comedy Central ad oscurare gli episodi.
Quando il trailer di un film anti-islamico, intitolato Innocence of Muslims, è stato caricato su YouTube nel 2012, ha da subito scaturito un forte disdegno ed è culminato in manifestazioni e violente proteste a favore della sua rimozione. Le proteste hanno provocato centinaia di feriti e oltre 50 morti. Varie fatwā sono state emesse contro i partecipanti al video e un ministro pakistano ha offerto una taglia per l'uccisione del produttore Nakoula Basseley Nakoula. Il film ha acceso dibattiti sulla libertà di parola e sulla censura di Internet.
Lo stesso YouTube è stato bloccato in Afghanistan, Bangladesh, Sudan e Pakistan per non aver rimosso il video. Le autorità governative in Cecenia e Daghestan hanno emesso ordini ai provider Internet di bloccare YouTube e l'Iran ha annunciato il blocco di Google e Gmail. Nel 2012 è stata estesa a Google la richiesta della Casa Bianca di valutare la rimozione del video, alla luce delle violente proteste nel mondo arabo e delle sue regole che vietavano l'incitamento all'odio su YouTube, ma Google ha rifiutato.
Nel 2008, Random House ha cancellato la pubblicazione di The Jewel of Medina di Sherry Jones, un'opera di narrativa storica incentrata sulla vita di 'Ā'ishah bint Abī Bakr, prima moglie del profeta islamico Maometto – a causa delle accuse di "diffamazione contro i musulmani e la loro storia", la casa editrice ha definito la questione "una reale possibilità di grave pericolo il personale" e addirittura "una questione di sicurezza nazionale". Alla fine, il romanzo è stato pubblicato nel Regno Unito e nel Commonwealth da Gibson Square, e negli Stati Uniti da Beaufort Books.

### India
Sebbene la costituzione indiana protegga la libertà di parola come diritto fondamentale, consente alcune "restrizioni ragionevoli" nell'interesse di "ordine pubblico, decenza o moralità".
- Nel 1989, l'India è diventata il secondo paese, dopo Singapore, a bandire I versi satanici di Salman Rushdie per i suoi presunti attacchi all'Islam.[66][67] Le autorità indiane hanno in seguito chiarito che la loro decisione non aveva nulla a che fare con il merito letterario del romanzo.[68] In virtù del disagio emotivo che quel libro ha causato ai musulmani, al governo indiano è stato chiesto di annullare il visto di Rushdie.[69]
- Nel 1990, Understanding Islam through Hadis di Ram Swarup è stato bandito, sia nella traduzione in hindi che nella versione originale inglese.[70]
- Islam — A Concept of Political World Invasion by Muslims di R. V. Bhasin è stato bandito nel Maharashtra durante il mandato di Vilasrao Deshmukh (ex Primo Ministro del Maharashtra), perché "promuove la disarmonia comunitaria tra indù e musulmani".[71][72] Successivamente la casa dell'autore a Colaba è stata perquisita e le autorità hanno confiscato 1000 copie del Libro.[73]
- Un film tamil prodotto da Kamal Haasan, intitolato Vishwaroopam, è stato bloccato dal governo dello stato del Tamil Nadu in seguito alla protesta di un gruppo di organizzazioni musulmane, guidate dalla Federazione dei movimenti islamici, in quanto "rappresenta i musulmani in modo inappropriato".[65]
- Nel febbraio 2013, uno degli eminenti sacerdoti del Kashmir, Bashiruddin Ahmad, ha emesso una fatwā contro un gruppo rock di sole ragazze, chiamato Pragaash, per essere "non islamico".[74] La band è stata smantellata a seguito delle minacce online.[74]